# Cyprès
Cupressus
Pour les articles homonymes, voir Cyprès (homonymie).
Genre
Classification phylogénétique

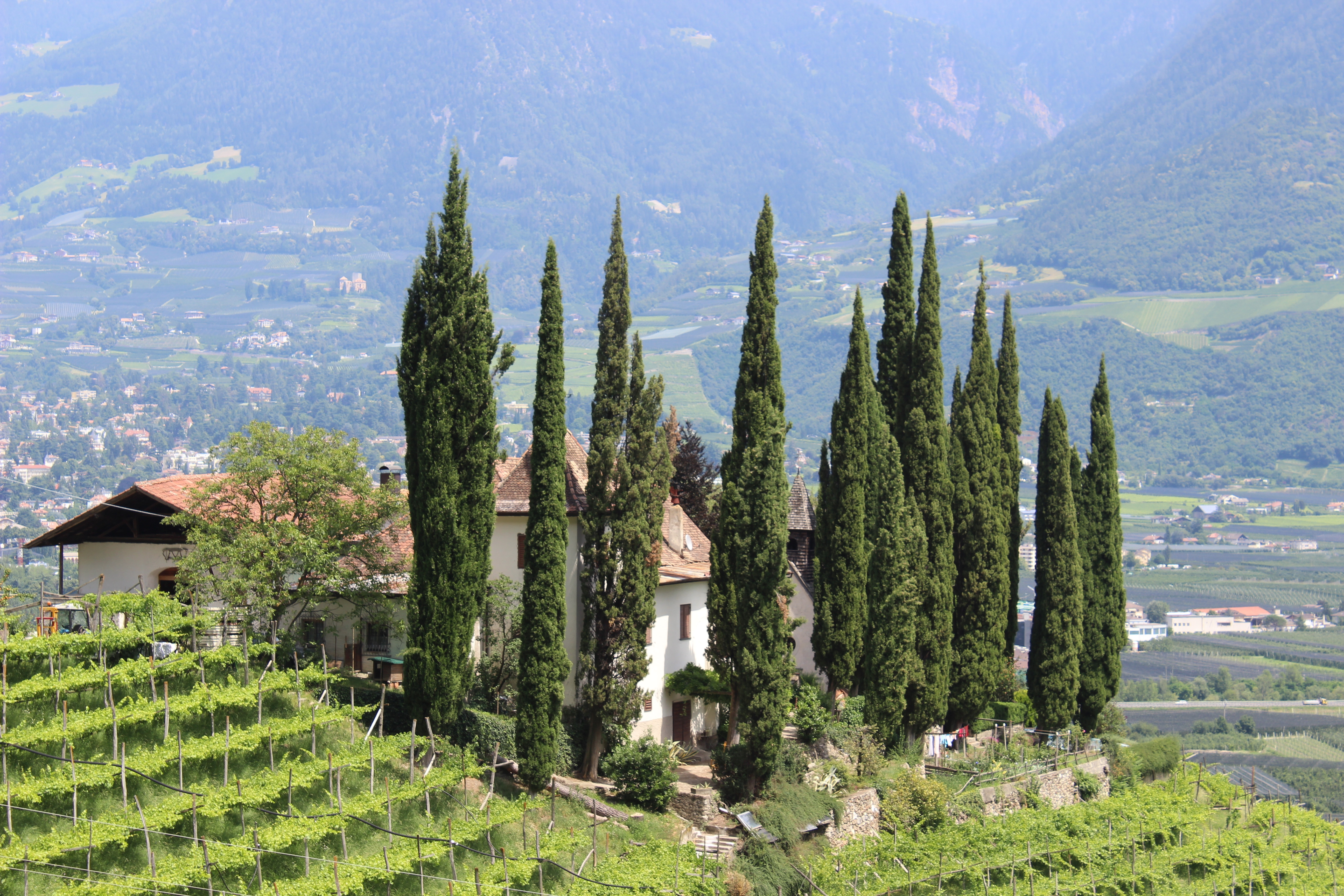
Cyprès de Schickenburg (Tyrol du Sud, Italie).

Cupressus, le Cyprès est un genre d'arbres sempervirents de la famille des Cupressaceae, originaires des régions tempérées chaudes de l'hémisphère nord. Le nombre d'espèces incluses dans ce genre varie selon les auteurs de 16 à 31, voire plus. De nombreuses espèces sont cultivées comme arbres d'ornement. Le Cyprès commun est un arbre représentatif de la flore méditerranéenne, l'arbre des cimetières, symbole du deuil dans le monde méditerranéen. Les Cyprès sont des conifères.
Le nom générique Cupressus est le nom latin du Cyprès commun. Ce nom dérive de Cyparisse, personnage de la mythologie grecque, fils de Télèphe, qui fut changé en cyprès par Apollon.

## Caractéristiques générales
Les Cyprès sont des arbres ou des arbustes buissonnants, sempervirents, pouvant atteindre une hauteur de 5 à 40 mètres.
Ses racines sont lignifiées, ce qui lui permet de rester stable malgré sa grande taille.
Les feuilles sont en forme d'écailles triangulaires de 2 à 6 mm de long, disposées par paires opposées-décussées recouvrant totalement les rameaux. Elles persistent de 2 à 4 ans. Il existe une forme juvénile, en forme d'aiguilles de 5 à 15 mm de long, rencontrées sur les jeunes sujets de 1 à 3 ans (parfois plus). Elles peuvent être confondues avec les feuilles des genévriers de la section Sabina, mais elles ne sont jamais piquantes.
Les inflorescences mâles et femelles sont séparées mais présentes sur le même pied, sous forme de cônes globuleux soit staminés, soit pistillés. Les cônes femelles globuleux ou ovoïdes, de 8 à 40 mm de long, sont formés de 4 à 14 écailles également disposées par paires opposées-décussées. Elles atteignent leur maturité en 18 à 24 mois après la pollinisation. Les écailles vertes ou gris-bleuté peuvent sentir la citronnelle ou la résine lorsqu'on les froisse.
Les graines sont petites, mesurant de 4 à 7 mm de long. Elles portent deux ailes, de part et d'autre de la graine.
Citation de Pablo Néruda dans J'avoue que j'ai vécu (1974) : « - Les cyprès des Guaïtecas me barrent le chemin… C'est un monde vertical : une nation d'oiseaux, une foule de feuilles. »

## Liste des espèces[2]
- Cupressus abramsiana C. B. Wolf, le Cyprès de Santa Cruz
- Cupressus arizonica Greene, le Cyprès de l'Arizona
- Cupressus atlantica, le Cyprès du Maroc
- Cupressus austrotibetica Silba
- Cupressus bakeri Jeps., le Cyprès de Baker
- Cupressus benthamii Endl., le Cyprès de Bentham
- Cupressus cashmeriana Carrière, le Cyprès du Bhoutan
- Cupressus chengiana S.Y.Hu
- Cupressus duclouxiana Hickel, le Cyprès du Yunnan
- Cupressus dupreziana, le Cyprès du Tassili
- Cupressus forbesii Jeps., le Cyprès de Forbes
- Cupressus funebris Endl., le Cyprès de Chine
- Cupressus gigantea W.C.Cheng & L.K.Fu, le Cyprès du Tibet
- Cupressus glabra Sudworth, le Cyprès blanc de l'Arizona
- Cupressus goveniana Gordon, le Cyprès de Gowen
- Cupressus guadalupensis S. Watson, le Cyprès de Guadalupe
- Cupressus lusitanica Mill., le Cyprès du Mexique ou Cyprès du Portugal
- Cupressus macnabiana A. Murray, le Cyprès de MacNab
- Cupressus macrocarpa Hartw. ex Gordon, le Cyprès de Lambert ou Cyprès de Monterey
- Cupressus montana Wiggins, le Cyprès San Pedro Martir
- Cupressus nevadensis Abrams, le Cyprès Piute
- Cupressus nootkatensis D. Don, le Cyprès de Nootka
- Cupressus pygmaea (Lemmon) Sargent, le Cyprès de Mendocino
- Cupressus sargentii Jeps., le Cyprès de Sargent
- Cupressus sempervirens L., le Cyprès toujours-vert
- Cupressus stephensonii C.B.Wolf, le Cyprès Cuyamaca
- Cupressus tonkinensis Silba, le Cyprès de Tonkin
- Cupressus torulosa D. Don, le Cyprès de l'Himalaya
- Cupressus vietnamensis (Farjon & Hiep) Silba, le Cyprès doré vietnamien

### Hybrides
- Cupressus ×leylandii  A.B.Jacks. & Dallim., le Cyprès de Leyland (Cupressus macrocarpa × Cupressus nootkatensis)
- Cupressus ×notabilis (A.F.Mitchell) Silba, le Cyprès remarquable (Cupressus glabra × Cupressus nootkatensis)
- Cupressus ×ovensii (A.F.Mitchell) Silba, le Cyprès d'Ovens (Cupressus lusitanica × Cupressus nootkatensis)

### Les«faux cyprès»
D'autres espèces sont désignées par le nom vernaculaire de  « cyprès ». Ce sont soit des espèces appartenant aux genres Chamaecyparis et Widdringtonia, parents éloignés du genre Cupressus, soit des plantes appartenant à la famille des Cupressaceae ayant certains caractères ressemblants avec les vrais cyprès.
Genre Chamaecyparis
- Cyprès de Formose (Chamaecyparis formosensis)
- Cyprès de Lawson (Chamaecyparis lawsoniana)
- Cyprès du Japon ou hinoki faux-cyprès (Chamaecyparis obtusa)
- Cyprès de Sawara (Chamaecyparis pisifera)
- Cyprès blanc de l'Atlantique (Chamaecyparis thyoides)

Genre Widdringtonia
- Widdringtonia cedarbergensis J. A. Marsh, le Cyprès du Cap connu comme le Cèdre du Cap[5]
- Widdringtonia nodiflora (L.) Powrie[5]
- Widdringtonia schwarzii (Marloth) Mast[5].
- Widdringtonia whytei Rendle[5]

Autres conifères
- Cyprès chauve (Taxodium distichum)
- Cyprès des étangs (Taxodium ascendens)
- Cyprès de marais mexicain (Taxodium mucronatum)
- Cyprès de Patagonie (Fitzroya cupressoides)
- Cyprès de Sibérie (Microbiota decussata)
- Cyprès de la Cordillère (Austrocedrus chilensis)
- Cyprès de Fujian (Fokienia hodginsii)
- Cyprès de las Guaitecas (Pilgerodendron uviferum)

Autres plantes
- Euphorbe petit-cyprès (Euphorbia cyparissias)
- Santoline petit-cyprès (Santolina chamaecyparissus)

## Distribution géographique
Les Cyprès sont originaires de localités éparses dans les grandes régions tempérées chaudes ou subtropicales de l'hémisphère nord.
Leur aire d'origine comprend l'ouest de l'Amérique du Nord et l'Amérique centrale, le nord de l'Afrique, le Moyen-Orient, l'Himalaya, la Chine méridionale et le nord du Viet Nam ainsi que le sud de l'Europe.

## Utilisation

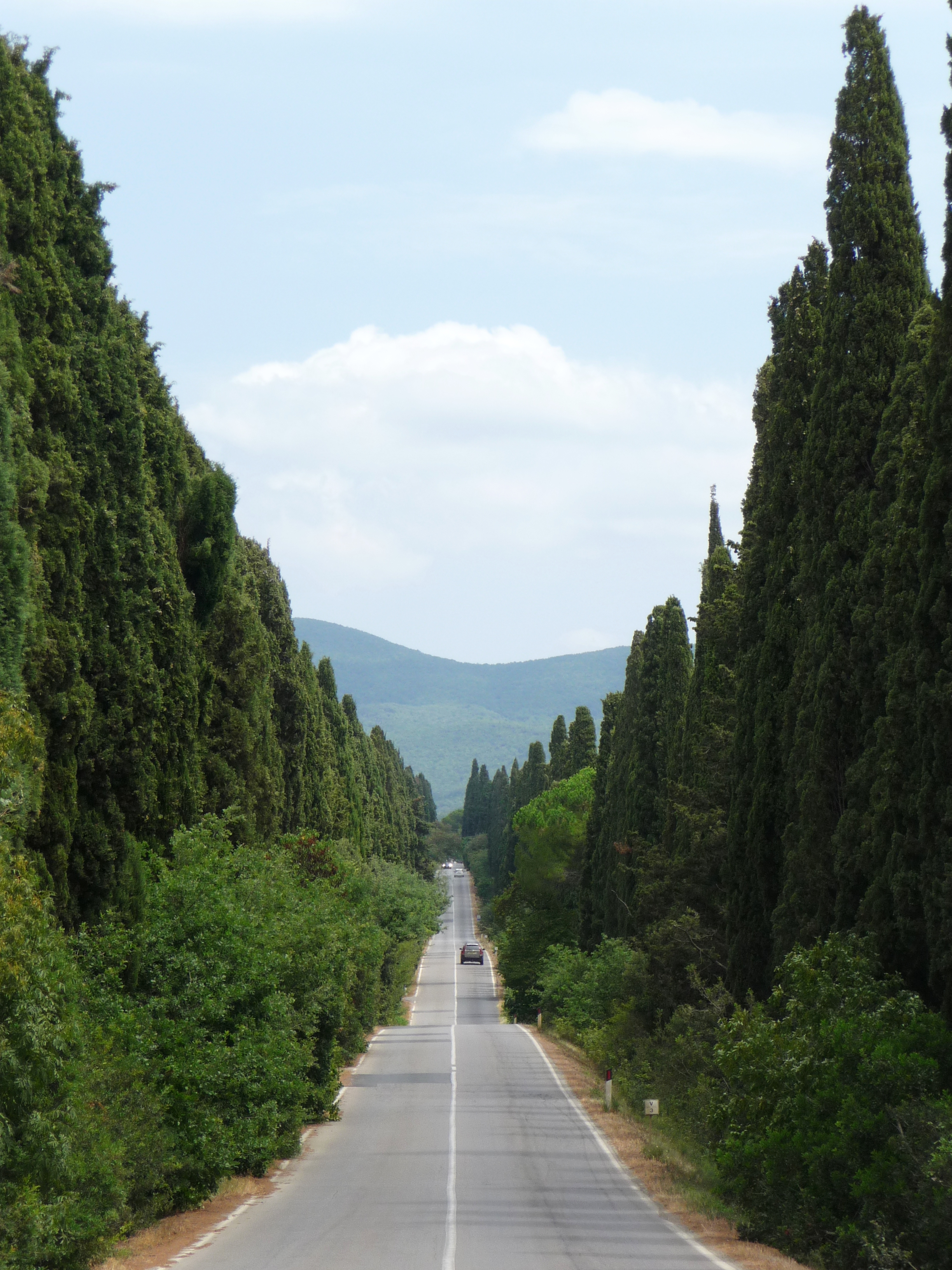
Le "Viale dei Cipressi" (avenue des Cyprès) à Castagneto Carducci, Italie.

De nombreuses espèces sont couramment cultivées comme plantes d'ornement dans les parcs et jardins, et en Asie autour des temples. Les Cyprès sont également utilisés dans le bassin méditerranéen pour constituer des haies brise-vent.
Dans certaines régions, il est devenu difficile de distinguer leur aire de distribution originelle du fait de l'extension et de l'ancienneté des cultures.
Quelques espèces sont appréciées pour leur bois qui peut être très durable. Le bois de cyprès est utilisé pour la facture de clavecins de tradition italienne.
Bien sec (plus d'un an de séchage) il peut être utilisé comme combustible.
Le Cyprès de Leyland, arbre à croissance très rapide, très utilisé dans les jardins notamment pour faire des haies, est un hybride du Cyprès de Monterey ; son autre parent est le Cyprès de Nootka qui était classé de manière erronée dans un genre voisin Chamaecyparis.
En Inde, le Cyprès est un arbre ou un arbuste commun dans les jardins publics ou privés ; son nom local en hindi est मोरपंखी, littéralement « à plumes de paon ».
Les cônes ou noix de Cyprès sont utilisés en décoction contre les varices et pour soulager les jambes lourdes. L'huile essentielle de Cupressus sempervirens, le Cyprès traditionnellement planté dans les cimetières du Sud de l'Europe, est d'une grande utilité en aromathérapie et phytothérapie.
Dans l'archipel de Chiloé au Chili, le bois du Fitzroya cupressoides (alerce en castillan) est traditionnellement utilisé pour protéger des intempéries les façades des maisons et des églises, ainsi que pour la construction navale.

## Cyprès et allergies

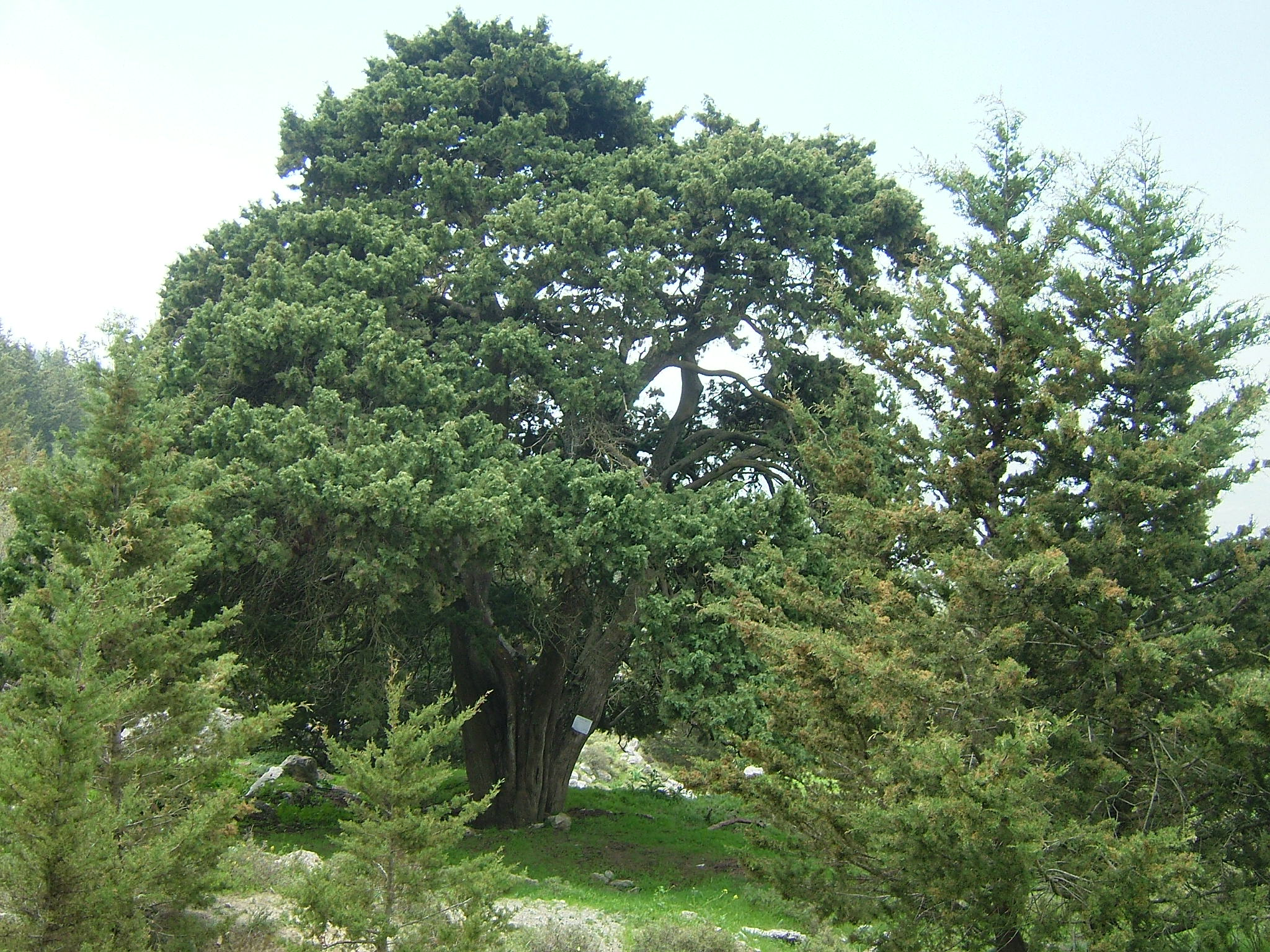
Cyprès méditerranéen

Les pollens de Cyprès sont responsables d'allergies (pollinoses) et peuvent être transportés par le vent sur plusieurs dizaines de kilomètres. Ainsi, le plan régional santé-environnement  (PRSE 2 Languedoc-Roussillon 2010-2014) identifie par son action 10, la prévention des allergies dues aux pollens et indique :« L’allergie au pollen de Cupressacées (et en particulier de Cyprès) est reconnue comme une priorité de santé publique en Languedoc-Roussillon ».
Le plan local d'urbanisme (PLU), par son règlement (article 13), peut permettre de fixer des règles en matière de diversification des espèces végétales. Le Réseau national de surveillance aérobiologique (RNSA) a notamment établi une liste de plantes allergisantes ainsi qu'un guide d'information de la végétation en ville pour planter en évitant les allergies.

## Utilisation symbolique

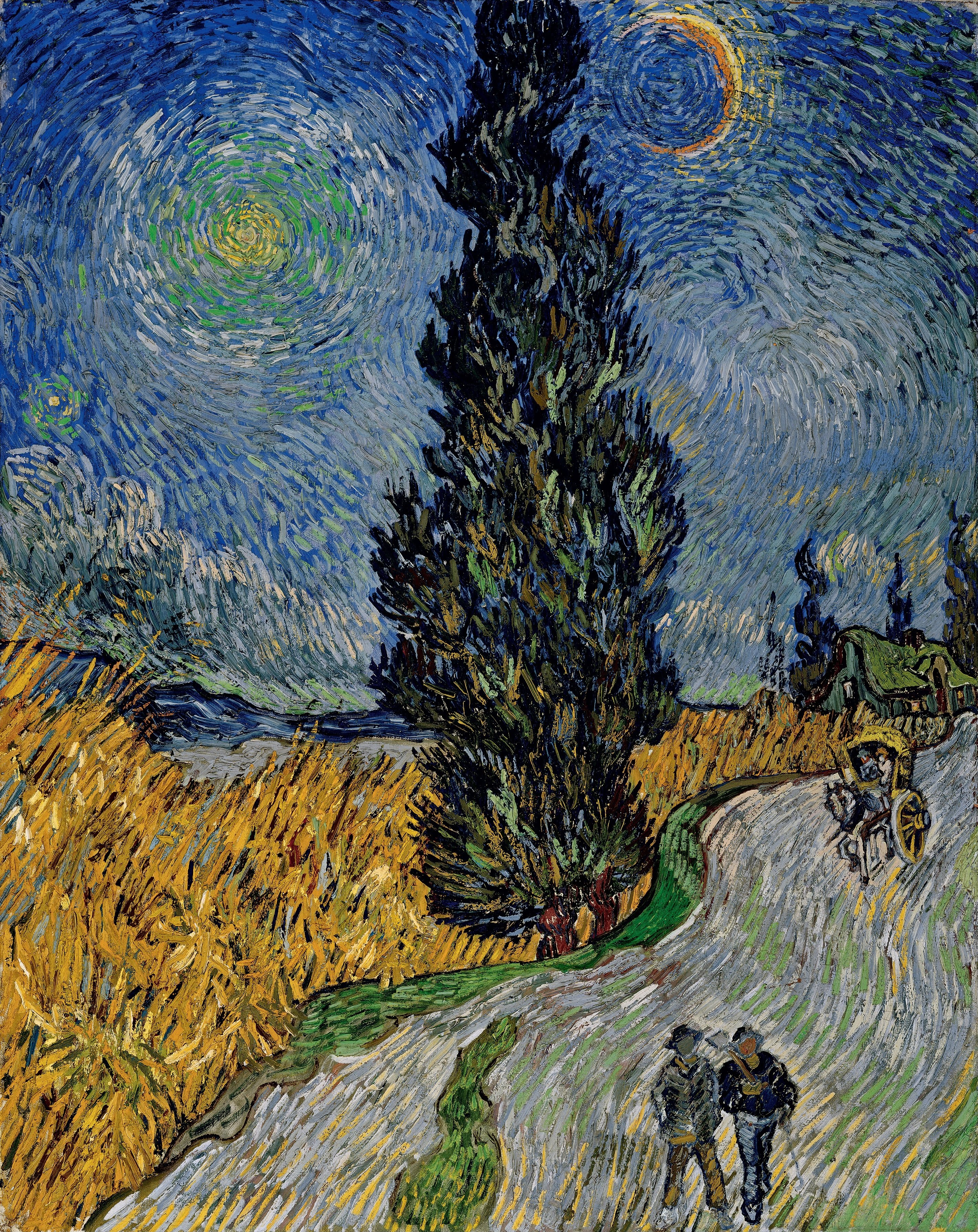
Vincent Willem van Gogh, Nuit étoilée (cyprès et village).

La symbolique du cyprès est depuis bien longtemps, au moins l'antiquité grecque, celle de la vie éternelle : son feuillage est toujours vert, avec toujours des fruits, son bois, quasi imputrescible, avec une odeur d'encens. C'est pourquoi il est utilisé pour la fabrication des cercueils des papes, souvent aussi pour ceux des dignitaires civils ou religieux et autres grands de ce monde. Autour des tombes, les cyprès étaient généralement plantés par deux pour les adultes (couples) ou isolés pour les enfants.[réf. nécessaire]
Dans tout le midi méditerranéen, c'est « l'arbre des cimetières », associé à la mort, d'où des expressions comme « dormir sous un cyprès », c'est-à-dire être mort, et « le cyprès, on l'aime mieux de loin que de près ».
Dans le langage des fleurs, le cyprès symbolise la tristesse et le deuil.

## Calendrier républicain
Le nom de cyprès est attribué au 17e jour du mois de frimaire du calendrier républicain ou révolutionnaire français, généralement chaque 7 décembre du calendrier grégorien.